# Alain Belmondo
Pour les articles homonymes, voir Belmondo.
Alain Belmondo est un producteur de cinéma français, né le 24 octobre 1931 à Neuilly-sur-Seine (alors en Seine, France).

## Biographie

### Origines
Alain Belmondo naît le 24 octobre 1931 à Neuilly-sur-Seine, du sculpteur Paul Belmondo et de Sarah Raynaud-Richard.
Il est ainsi le frère de l'acteur Jean-Paul Belmondo.

### Carrière
Alain Belmondo a produit de nombreux films dont plusieurs dans lesquels a joué son frère Jean-Paul.

### Vie privée
Alain Belmondo est le père de Jean-François Belmondo, docteur en pharmacie, et d’Olivier Belmondo (fils naturel), acteur et metteur en scène.

## Filmographie

### Producteur - producteur exécutif - producteur délégué
- 1964 : Échappement libre de Jean Becker
- 1967 : Jeu de massacre de Alain Jessua
- 1968 : O Salto de Christian de Chalonge
- 1969 : La Femme infidèle de Claude Chabrol
- 1970 : Borsalino de Jacques Deray
- 1971 : L'Alliance de Christian de Chalonge
- 1971 : La Veuve Couderc de Pierre Granier-Deferre
- 1972 : Docteur Popaul de Claude Chabrol
- 1973 : Le Magnifique de Philippe de Broca
- 1974 : Stavisky d’Alain Resnais
- 1975 : Le Vieux Fusil de Robert Enrico
- 1976 : L'Alpagueur de Philippe Labro
- 1978 : L'Argent des autres de Christian de Chalonge
- 1979 : Flic ou Voyou de Georges Lautner
- 1980 : Clara et les Chics Types de Jacques Monnet
- 1980 : Pile ou face de Robert Enrico
- 1980 : Le Guignolo de Georges Lautner
- 1981 : Le Professionnel de Georges Lautner
- 1982 : L'As des as de Gérard Oury
- 1983 : Le Marginal de Jacques Deray
- 1984 : Joyeuses Pâques de Georges Lautner
- 1984 : Les Morfalous de Henri Verneuil
- 1985 : Hold-up d’Alexandre Arcady
- 1987 : Le Solitaire de Jacques Deray
- 1988 : Chocolat de Claire Denis
- 1989 : Tom et Lola de Bertrand Arthuys
- 1992 : Indochine de Régis Wargnier

### Acteur
- 1963 : Un gosse de la butte, de Maurice Delbez
- 1967 : Jeu de massacre d'Alain Jessua
- 1969 : L'Amour de Richard Balducci

### Assistant réalisateur
- 1968 : Les Gauloises bleues de Michel Cournot